# 1952 Ford
Ford 1952 модельного року — лінійка моделей автомобілів американської компанії Ford, які замінили моделі 1949 року і виготовлялись на одній платформі протягом 1952–1954 рр., зазнаючи незначних змін щороку, доки не були замінені на автомобілі Ford 1955 модельного року.

## Історія

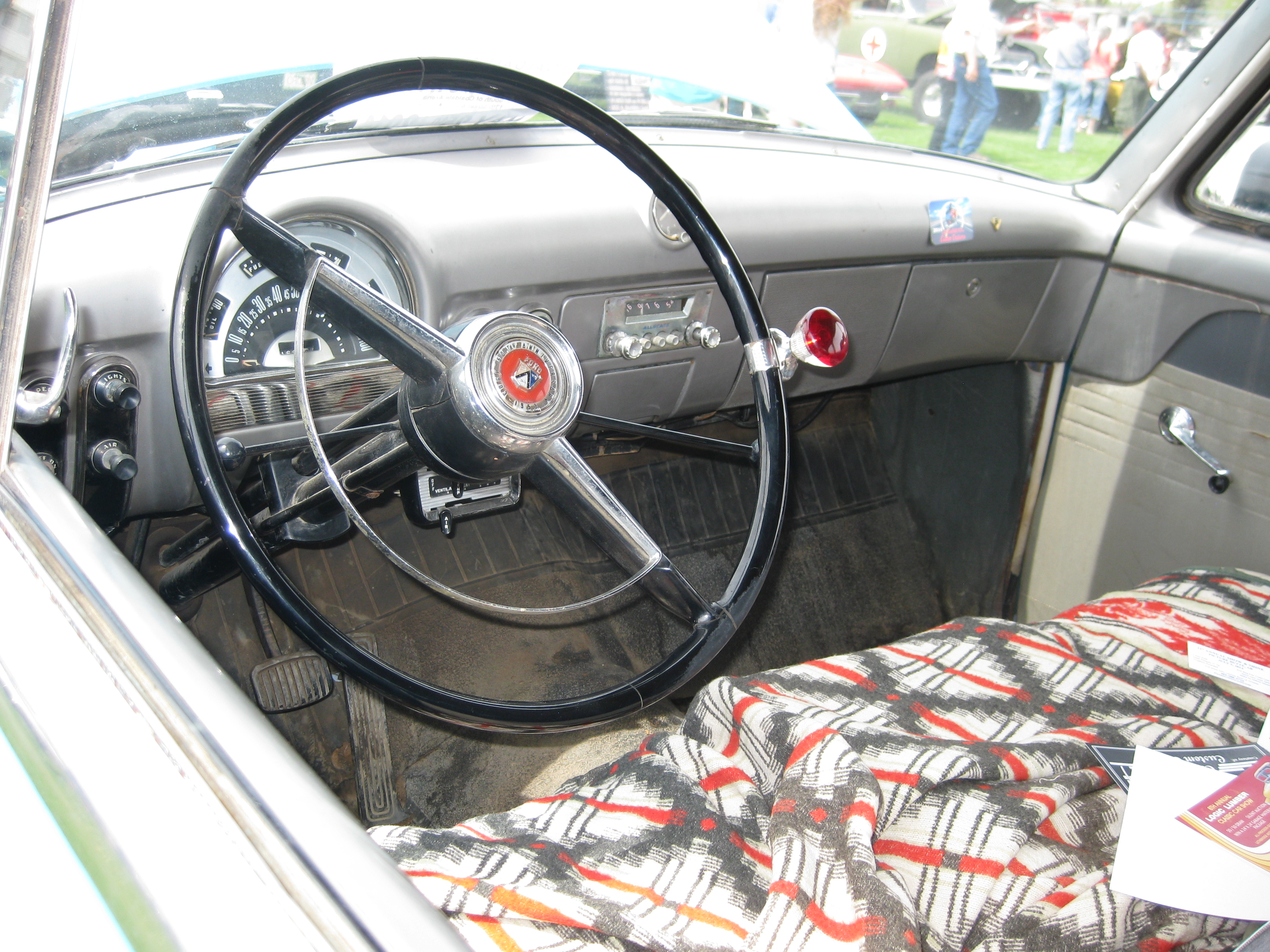
Салон моделі 1953 року

У відповідності з прийнятим до того часу «Фордом» трирічним циклом оновлення модельного ряду, вже в 1952 платформа 1949 року була замінена модернізованою, більш великою і досконалою. Модель 52 року виявилась настільки вдалою, що її платформа служила основою для всіх легкових автомобілів Ford аж до 1956 року включно (з модернізаціями).
Моделі «Форд» розділялись тепер на три «лінії» (trim lines — лінії оздоблення) — Mainline («основний»), Customline («особливий») і Crestline («високий»). Відповідно, так називались базова, покращена і топова моделі. Розрізнялись вони ціною, оздобленням салону і кількістю хрому.
Mainline мав лише хромований поясний молдинг під вікнами дверей, більш дорогі моделі — хромоване обрамлення всіх вікон і молдинг на боці. Хардтоп Crestline Victoria, універсал Country Squire і кабріолет Sunliner вважались різновидом Crestline.
Автомобіль отримав новий двигун — 3,5 л (215 куб. дюймів) рядну верхнєклапанну «шістку» зі 101 к. с. 8-циліндрові версії, як і раніше, комплектувались старим нижнєклапанним 3,9 л V8, тепер зі 110 к. с. По суті, це була «іміджева» опція — за своїми технічними характеристиками, V8 не перевершував рядну «шістку».
В 1954 році безшкворневу передню підвіску почали ставити на всі «Форди».

## 1952

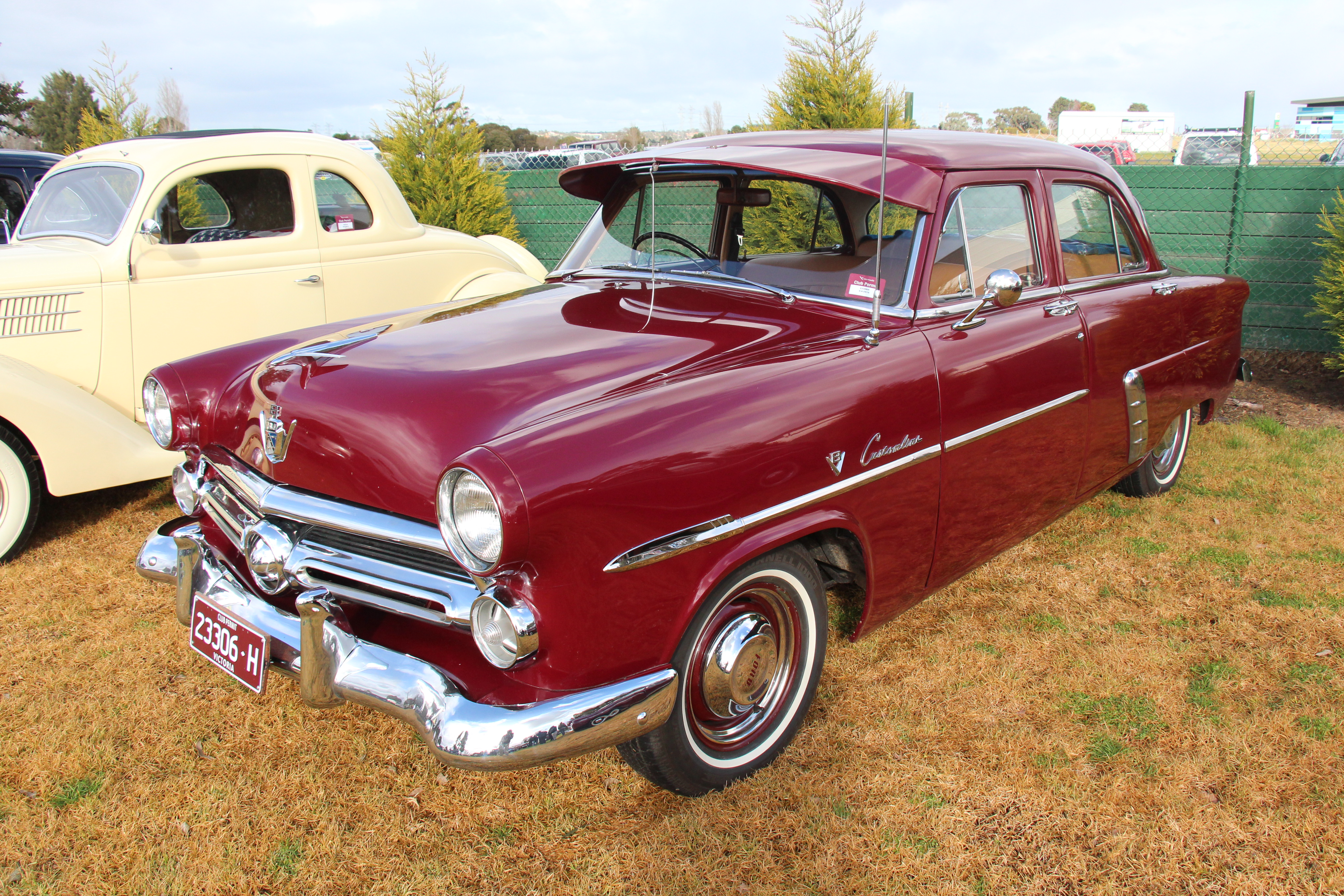
Седан Customline 1952 року

Всередині була панель приладів в аеростилі і нові навісні педалі під нею. Вольтметр, шкали бензину, температури і тиску мастила були в стандарті. Годинник і радіоприймач знаходились по центру панелі. На решітці була одна центральна куля, оточена хромованим кільцем так само як кутові сигнали у вигляді "реактивних турбін". Були застосовані нові петлі кришки багажника, які не наносили шкоди поклажі в ньому. Педалі гальма і зчеплення тепер були роз’єднані. Колісна база була 115-дюймовою (2,921 мм).
В ці роки була доступна опція овердрайв на трансмісії.

## 1953

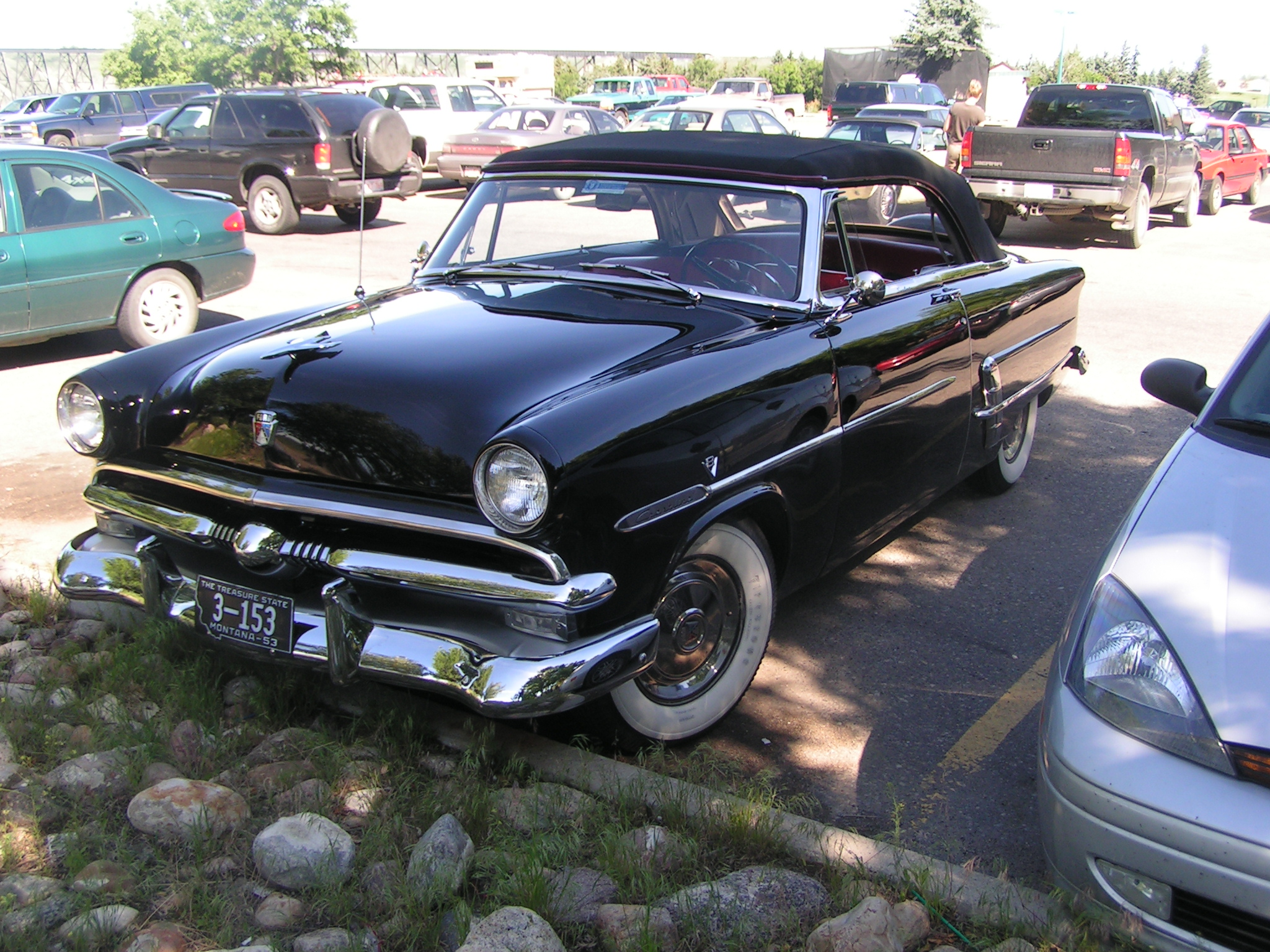
Кабріолет Crestline Sunliner 1953 року

1953 рік був 50-ю річницею Ford. Великими новинами для 1953 року були доступність підсилювачів гальм і керма, які раніше були обмежені лише для ліній Mercury і Lincoln. Модель 1953 року відрізнялась новою решіткою радіатора у вигляді пухлого горизонтального бруса. Куля в центрі решітки радіатора втратила своє кільце і тепер була оточена вертикальними чорними смугами, тоді як кутові сигнали були простими й прямокутними ліхтариками, аніж круглі "турбіни". Споживач новинку сприйняв не надто тепло, і в наступному році фірма реінкарнувала з деякими змінами решітку 1952 року. Всі Ford 1953 року мали пам’ятні керма, які відзначали 50-річчя компанії. Механічні зміни включали ширший на 2 дюйми протектор, і k-подібну раму з п’ятьма поперечками. Вільям Клей Форд вів перегони Indianapolis 500 на кабріолеті Sunliner з комплектом фальшивих шин Continental (Coronado). Це також був останній рік для оздоблення з натурального дерева на універсалі Country Squire. До кінця року, Ford додав опцію підсилювача керма "Master-Guide" на автомобілях з V8. Досі використовувався повний набір шкал виміру. Незвичайною послугою, яку запровадив Ford, були запрограмовані перемикачі, які встановлював дилер на місцевих станціях техогляду. Обігрівач коштував $74.

## 1954

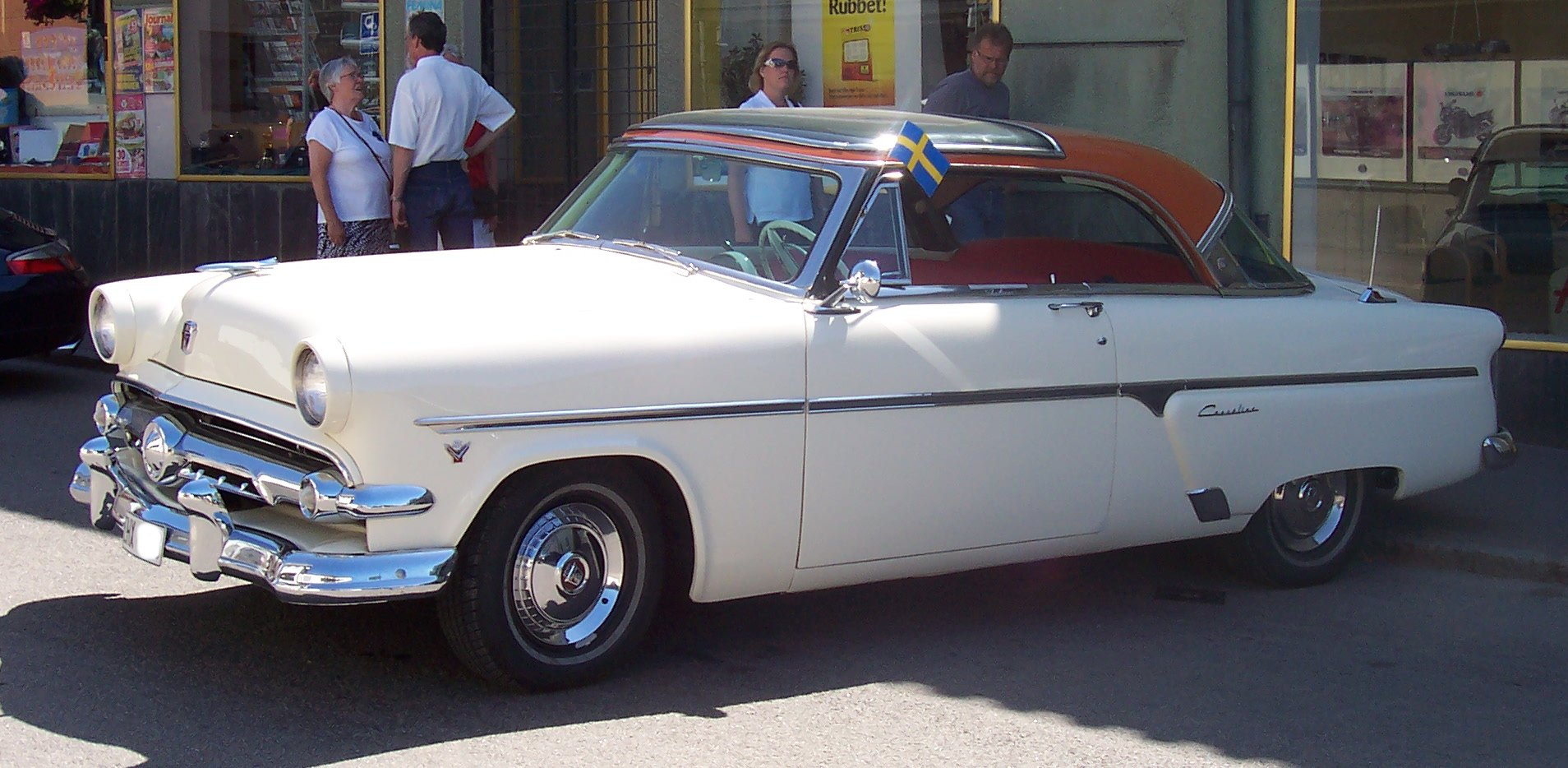
Хардтоп Crestline Skyliner 1954 року

Довго-живучий нижнє-клапанний двигун V8 був замінений на Y-подібний 239 куб. дюймовий верхнє-клапанний у 1954 році, позначивши кінець епохи. Цей двигун видавав 130 к. с. (97 кВт) з 2-камерним карбюратором. Вражаюча версія 160 к. с. (119 кВт), 256 куб. дюймів з 4-камерним Holley була доступна лише на автомобілі органів правопорядку. 6-циліндровий двигун збільшився в об’ємі до 223 куб. дюймів (3.7 л) і тепер видавав 115 к. с.. Іншим новим додатком був 2-дверний хардтоп Crestline Skyliner, який мав панель з прозорого пластику лише в передній половині даху, над переднім сидінням. Був також доданий новий спідометр «Astra-Dial Control Panel», який має чисте пластикове верхнє покриття, яке давало відблиск сонячного світла в денний час. Нові електричні аксесуари включали електричне переднє сидіння з 4-стороннім регулюванням. «Дерев’яний» універсал Country Squire тепер використовував штучні панелі зі скловолокна, декор з пластика «під дерево», але залишився найбільш дорогим Ford.